# Rui Marques (Fußballspieler)
Rui Manuel Marques (* 3. September 1977 in Luanda, Angola), bekannt als Rui Marques, ist ein ehemaliger angolanischer Fußballspieler. Er spielte fünf Jahre in der Fußball-Bundesliga und nahm mit der angolanischen Nationalmannschaft an der Fußball-Weltmeisterschaft in Deutschland teil.

## Karriere

### Verein
Marques wurde in Angola als Sohn eines Portugiesen und einer Angolanerin geboren und besitzt beide Staatsbürgerschaften. Als Siebenjähriger kam er während des angolanischen Bürgerkriegs nach Portugal. In seiner Jugend spielte der Verteidiger beim portugiesischen Rekordmeister Benfica Lissabon. 1998 wechselte er mit 20 Jahren zum Schweizer Zweitligisten FC Baden, wo er seine ersten Einsätze im Herrenbereich absolvierte. Ab 1999 spielte er fünf Jahre in der deutschen Bundesliga, zunächst beim gerade aufgestiegenen SSV Ulm, bei dem er unter Trainer Martin Andermatt, der ihn bereits in Baden trainiert hatte, schnell zum Stammspieler wurde. Nach dem sofortigen Wiederabstieg der Ulmer ging Marques zu Hertha BSC. Nachdem er in der Hinrunde nur einmal im UEFA-Cup zum Einsatz gekommen war, folgte eine halbjährige Leihe zum VfB Stuttgart, der ihn im Sommer 2001 fest unter Vertrag nahm. In der Saison 2004/05 stand Marques beim portugiesischen Erstligisten Marítimo Funchal unter Vertrag. Die letzten fünf Jahre seine Karriere verbrachte er anschließend in England, wo er für Leeds United und kurzzeitig auf Leihbasis für Hull City in der zweiten und dritten Liga spielte.

### Nationalmannschaft
Marques kam zwischen 2006 und 2010 18 Mal für die angolanische Nationalmannschaft zum Einsatz. Er nahm mit Angola 2006 erstmals an einer Fußballweltmeisterschaft teil, was den größten Erfolg in der Fußballgeschichte des afrikanischen Landes bedeutete. Durch seine langjährigen Einsätze in europäischen Topligen galt er als der Spieler mit der größten internationalen Erfahrung in seinem Team. Er kam zweimal als Einwechselspieler zum Einsatz und schied mit seiner Mannschaft nach der Vorrunde aus. 2008 und 2010 nahm er zudem am Afrika-Cup teil und erreichte mit dem Viertelfinale jeweils die bis dahin beste Platzierung seines Landes in diesem Wettbewerb.

## Erfolge
- UEFA Intertoto Cup (UI-Cup): 2002 (VfB Stuttgart)